# Hövd

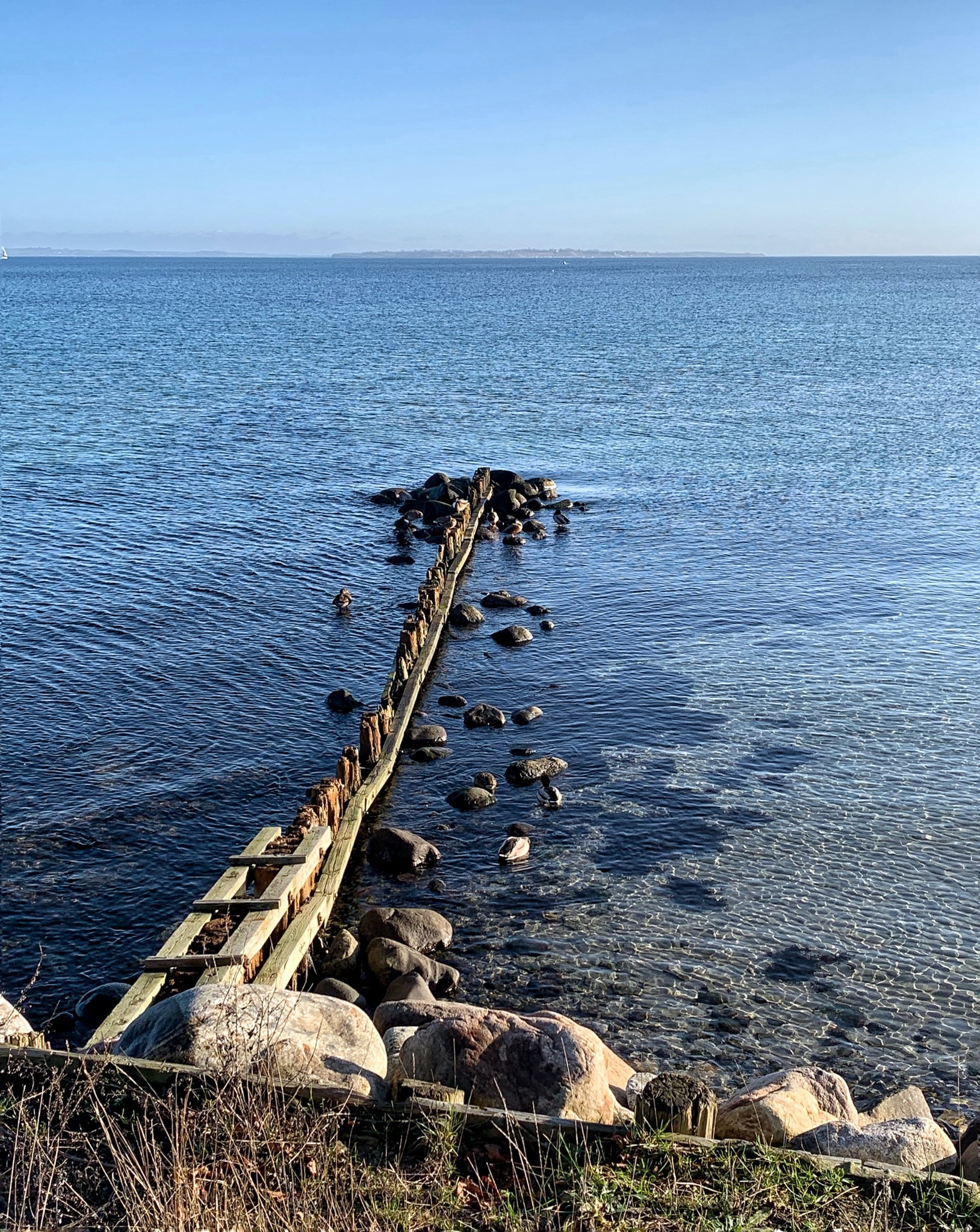
En äldre hövd vid Öresundskusten. Hövden består av ett antal pålar, som står ett stycket ut i vattnet samt en mängd sten som sänkts vid hövden spets.

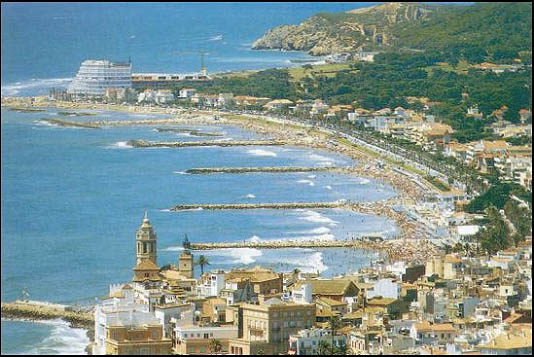
Hövder i Sitges i Spanien

En hövd är en sorts vågbrytare eller strömbrytare i form av en pir vinkelrätt från stranden ut i vattnet, som är avsedd att minska kusterosion eller erosion i en flod, genom att de påverkar den längsgående transporten av bottenmaterial, som åstadkoms av vågor och strömmar.
Hövder åstadkommer att mindre bottenmaterial än tidigare passerar hövdens ytterände. De leder till att sand eller annat bottenmaterial samlas upp på uppströmssidan, samtidigt som material eroderas på nedströmssidan. Stranden byggs upp efter hand och flyttas hövdens yttre ände. Med stark vågerosion och långgrund strand får stranden därmed en tandning.
I Sverige finns utsatta stränder med hövder framför allt i Skåne, till exempel vid Ystads sandskog och Löderups strandbad och på Öresundskusten.
I Danmark finns längs Jyllands västkust ett hundratal hövder i granit och i betong. Den första hövden i Danmark byggdes vid Bovbjerg klint 1875. Den längsta är omkring 800 meter lång och finns på Agger Tange, norr om inseglingsrännan till Thyborøn Kanal.
Det faktum att hövder flyttar ett erosionsproblem till strandsträckan nedströms gör att nyanläggning med denna erosionsskyddsmetod numera är ovanlig. Den ställer krav på kompensation genom strandfodring nedströms för att motverka nackdelarna.
Hövder kan anläggas som enskilda hövder eller i grupper. I det senare faller görs ändhövderna kortare, så att det flyttade bottenmaterialet fördelas bättre vid mellanhövderna. Hövderna kan anläggas så att de sticker upp över vattenytan eller så att de alltid eller ibland vi tidvatten ligger under vattenytan. 
Hövder i floder har en delvis annan funktion än hövder på kuststränder. De ökar också vattenflödet i huvudkanalen, och påverkar därmed flodens meanderlopp och minskar ansamling av is.  

## Bildgalleri

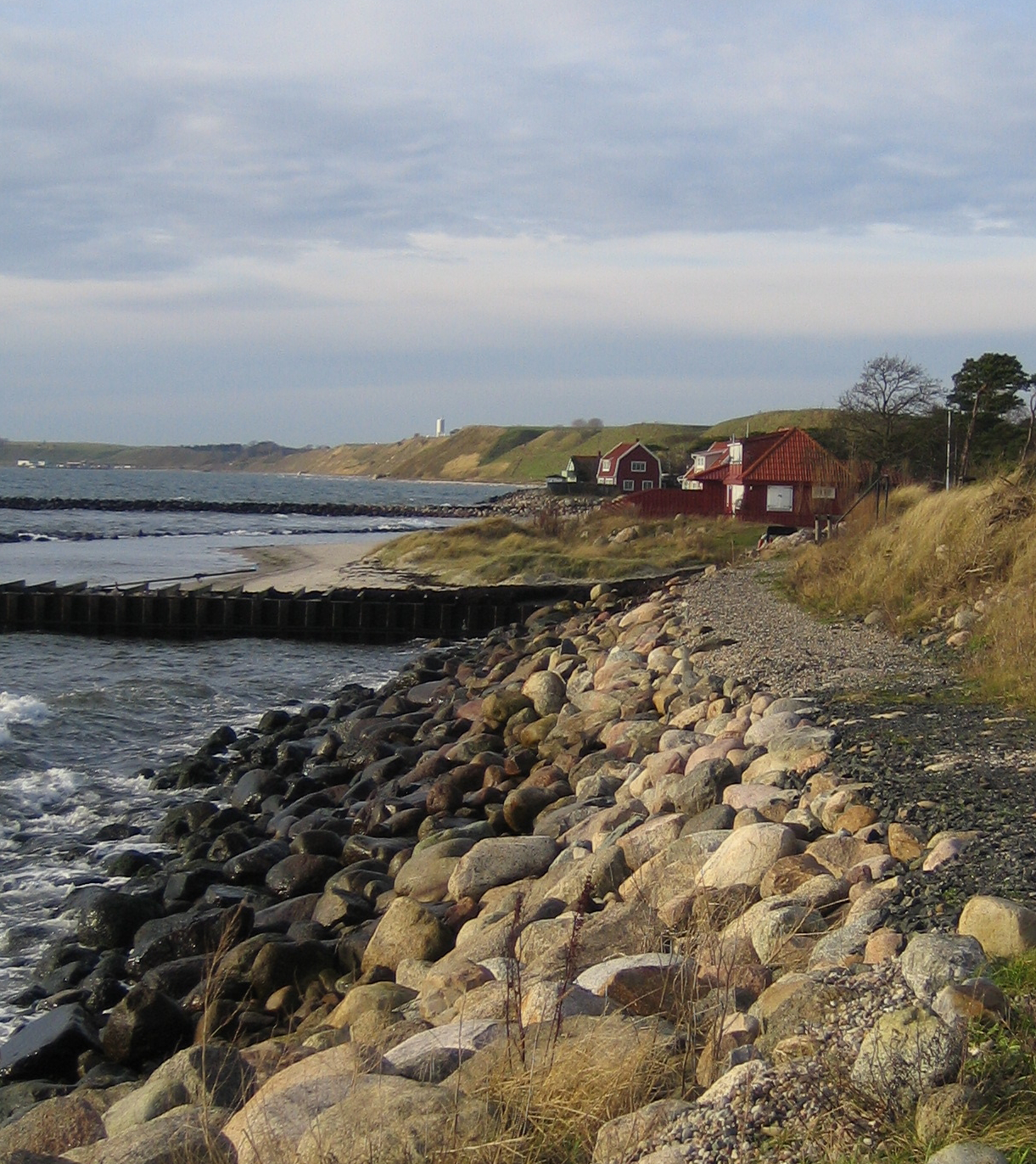
Hövder vid Löderups strandbad
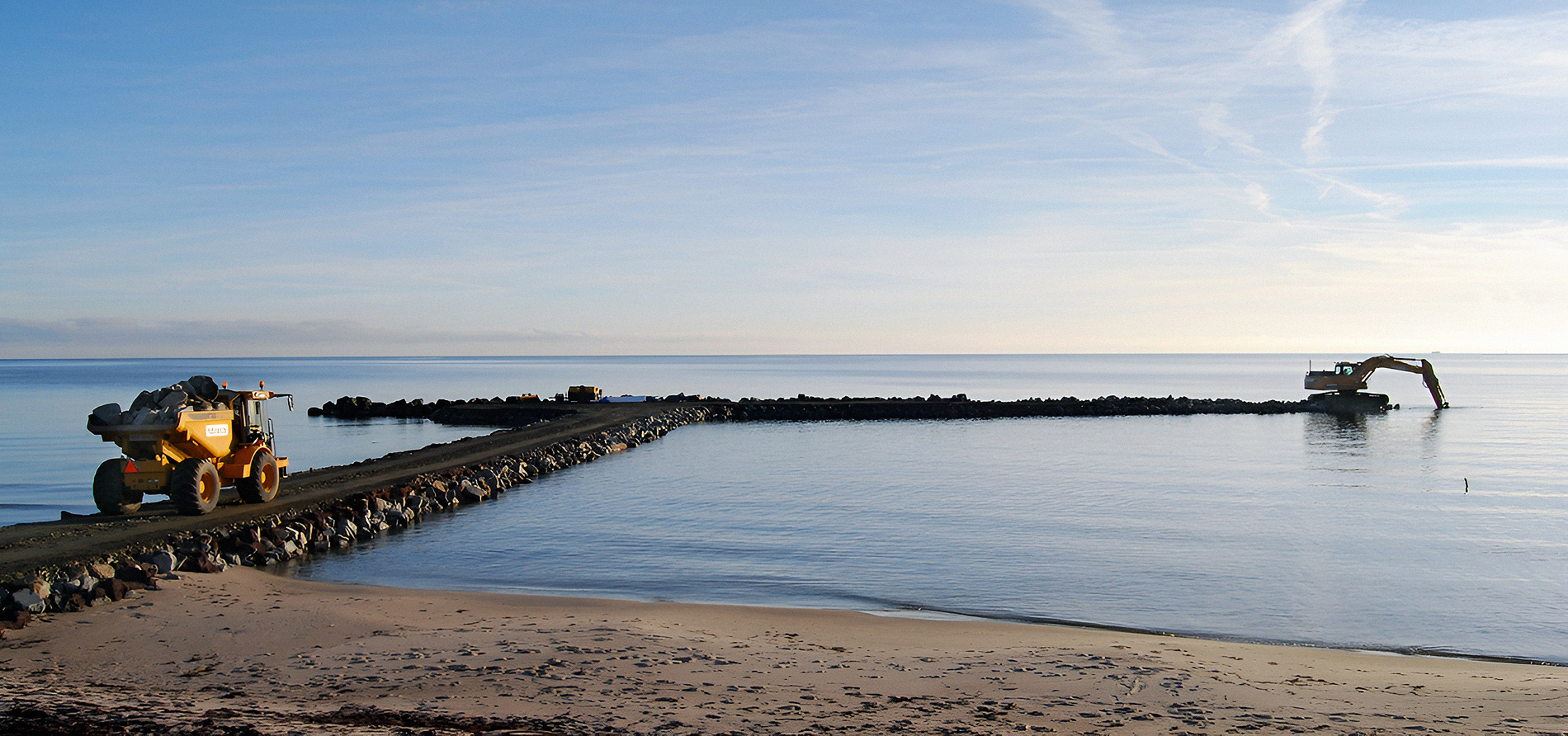
Vågbrytare under uppbyggnad vid Ystads sandskog
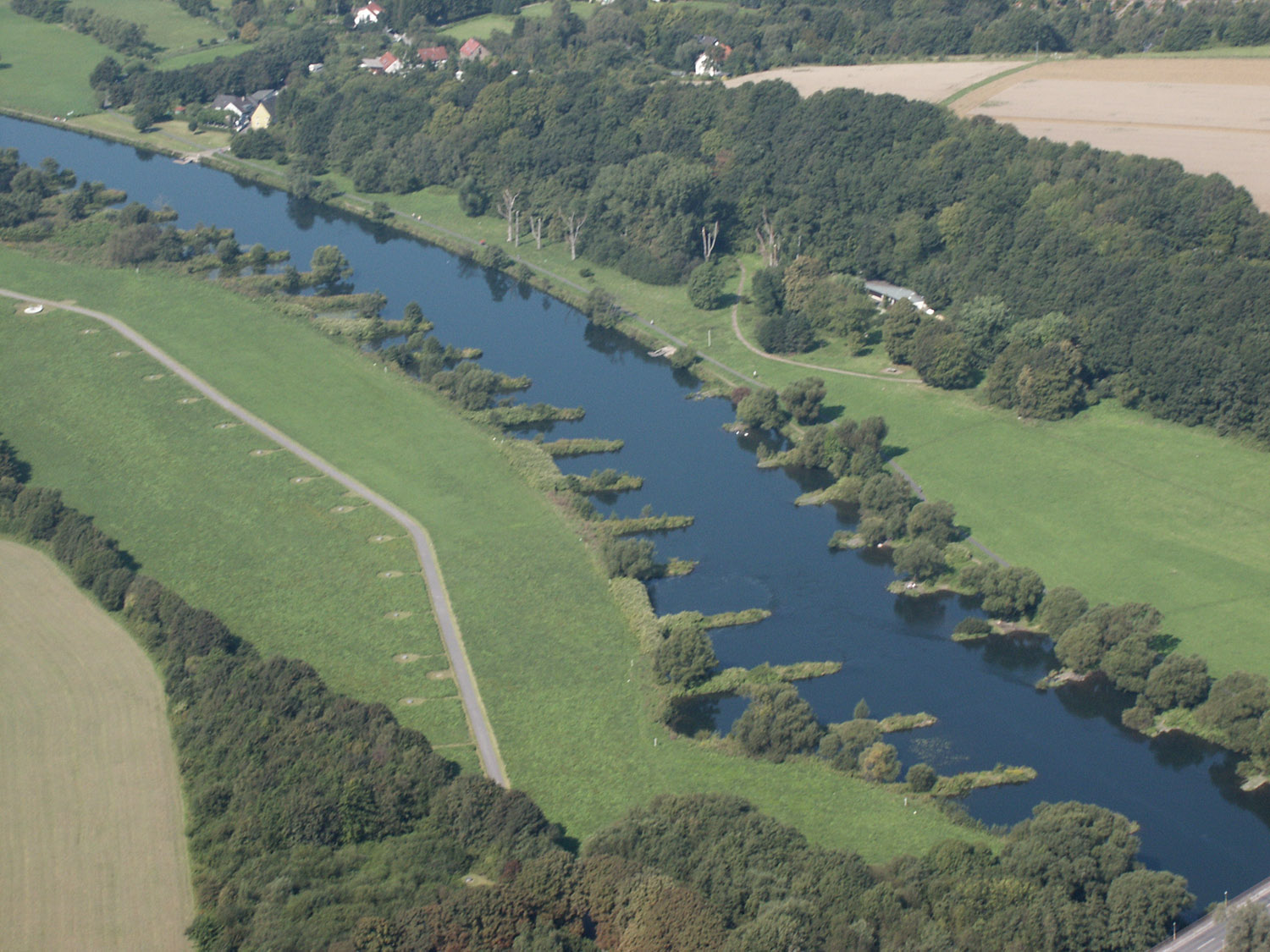
Hövder i floden Ruhr mellan Hattingen och Bochum i Tyskland
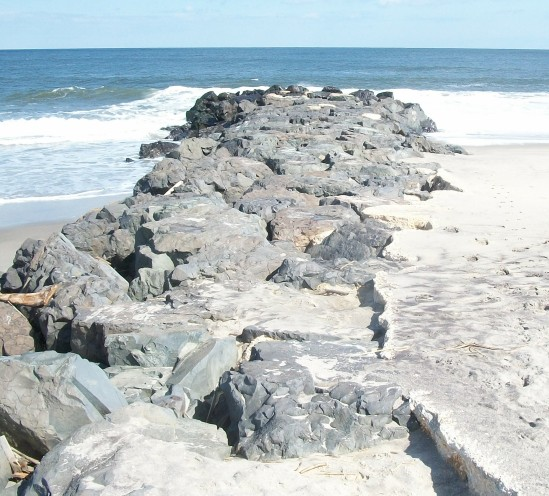
Stenhövd
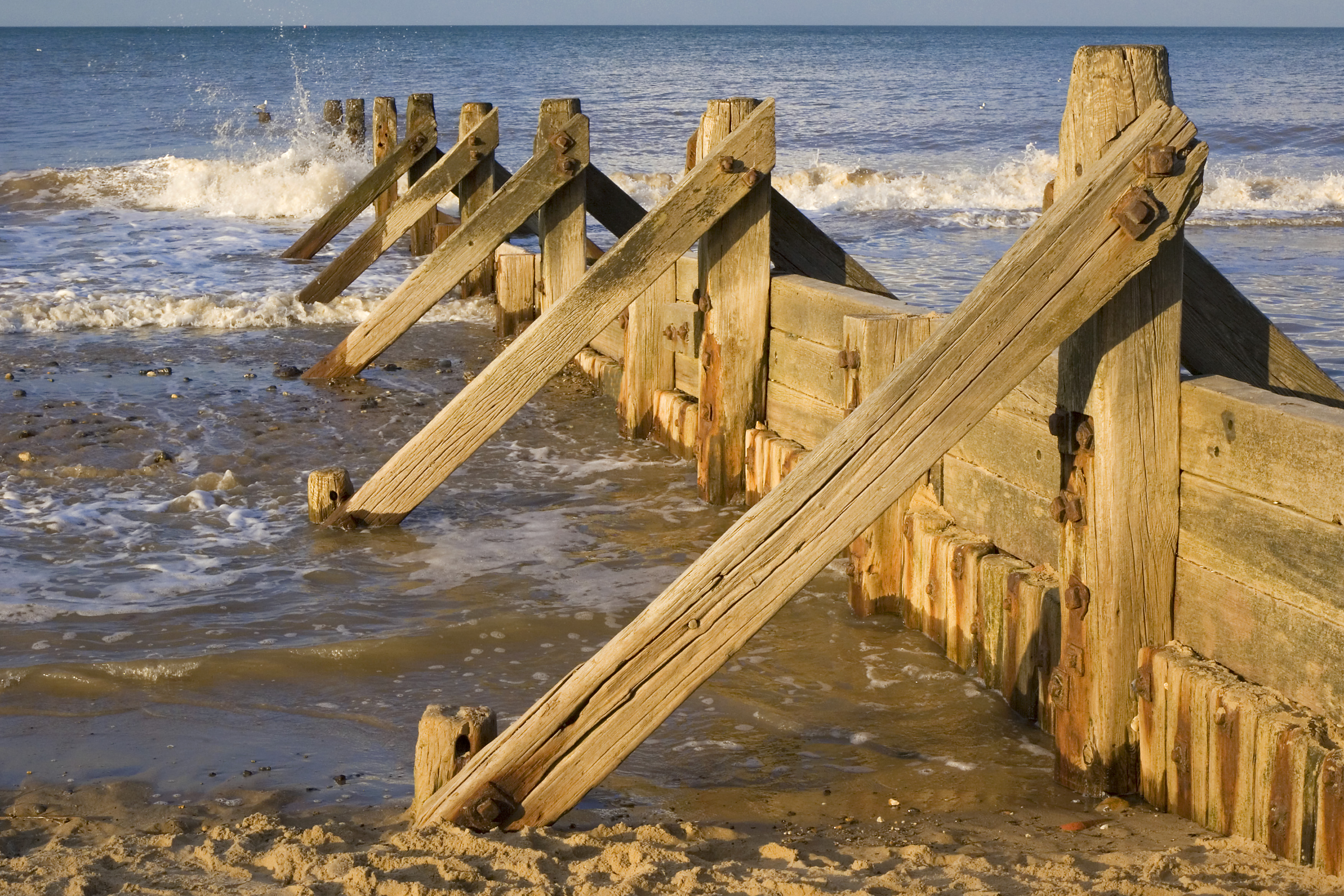
Hövd i trä i Mundesley i Storbritannien
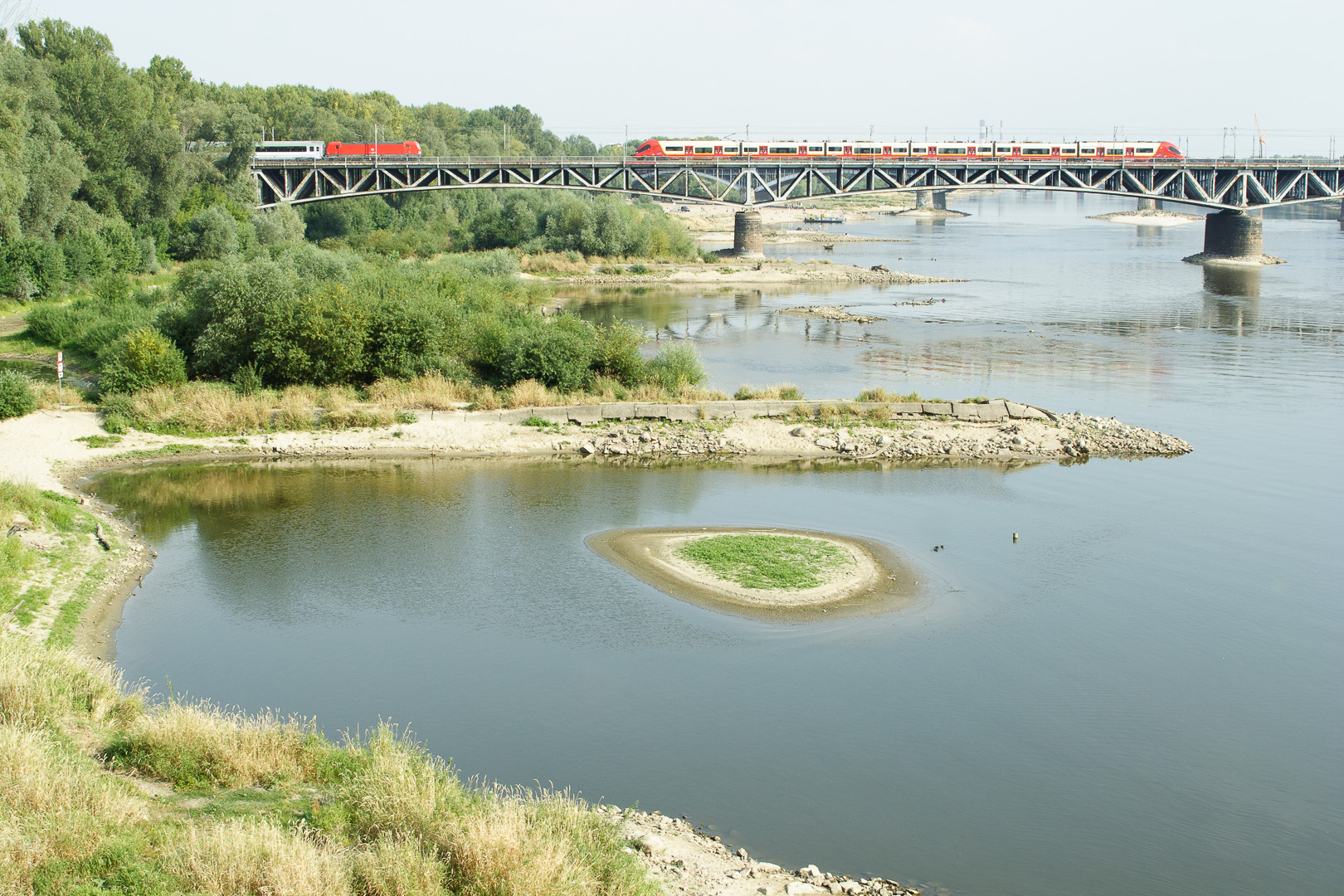
Hövder i floden Wisla i Polen
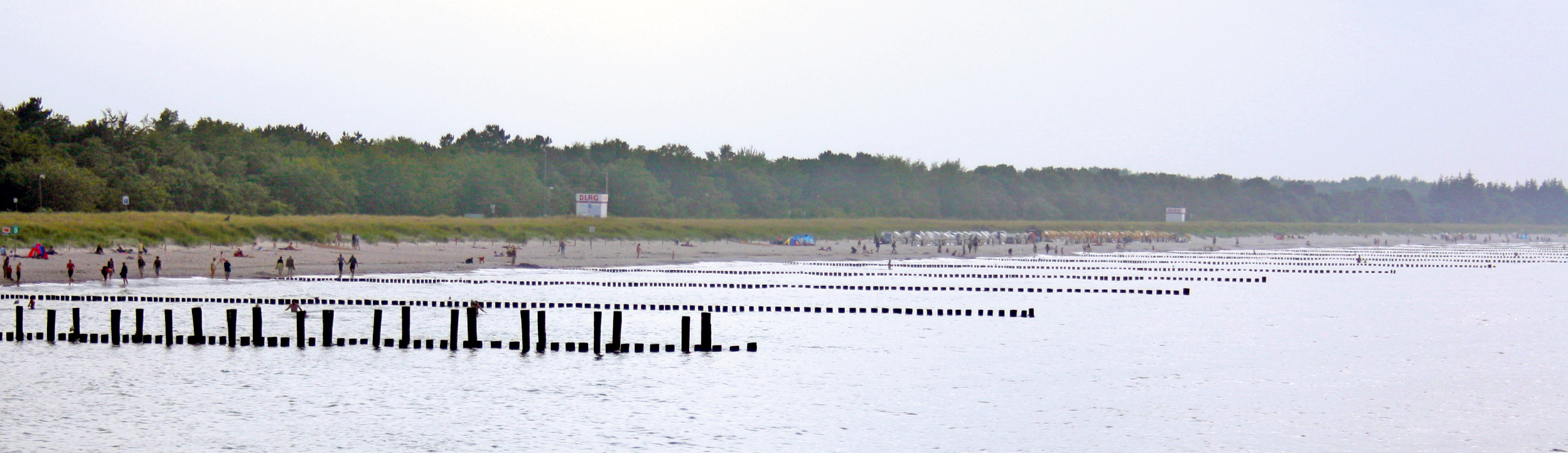
Hövder av pålar vid Zingst vid Östersjön i Tyskland